# كارابانتشيل

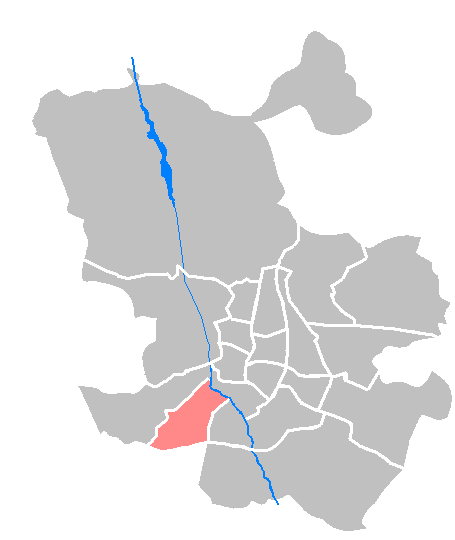
موقع كارابانتشيل

كارابانتشيل (بالإسبانية: Carabanchel)‏ هي مقاطعة تقع في الضواحي الجنوبية الغربية لمدريد في إسبانيا.

## أعلام
- أغوستين مونيوث غراندس
- سانتياجو سيجورا